# Rebecca Breeds

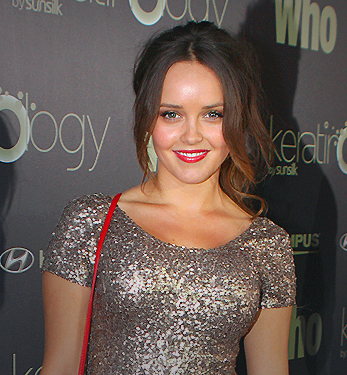
Rebecca Breeds bei der Sexy People Party 2011

Rebecca Elizabeth Breeds (* 17. Juni 1987 in Sydney, New South Wales) ist eine australische Schauspielerin.

## Leben
Rebecca Breeds war vom Kindergarten bis zum 10. Lebensjahr auf der Sutherland Shire Christian School, danach war sie auf der St Andrew's Cathedral School.
Ihre Karriere begann in einer Episode der Serie Water Rats – Die Hafencops im Jahr 2000. Bekannt wurde sie 2008 durch die Rolle der Cassie Cometti in der australischen Fernsehserie Blue Water High, in der sie eine der Hauptrollen spielte. Schon 2006 war sie als Gastdarstellerin in dieser Serie zu sehen. Nach dem Ende von Blue Water High im Jahr 2008 erhielt sie ihre erste Hauptrolle in dem Film Newcastle. Seit dem 20. Juni 2008 spielte sie die Rolle der Ruby Buckton in der Soap Home and Away. Im Jahr 2012 hat sie die Serie verlassen.
2021 spielte sie die Titelrolle in der US-amerikanischen Fernsehserie Clarice, die auf Thomas Harris’ Das Schweigen der Lämmer beruht und den weiteren Werdegang von FBI-Agentin Clarice Starling zeigt, die in Jonathan Demmes Film Das Schweigen der Lämmer aus dem Jahr 1991 von Jodie Foster verkörpert wurde.
Bei den Dreharbeiten zu Home and Away lernte sie ihren Freund Luke Mitchell, mit dem sie seit 2012 zusammen ist, kennen. Am 13. Mai 2012 verlobten sie sich und sind seit Januar 2013 verheiratet.

## Filmografie
- 2000: Water Rats – Die Hafencops (Water Rats, Fernsehserie, Folge 5x12)
- 2006, 2008: Blue Water High (Fernsehserie, 27 Folgen)
- 2008: Newcastle
- 2008–2012: Home and Away (Seifenoper, 389 Folgen)
- 2011: Scent (Kurzfilm)
- 2013: We Are Men (Fernsehserie, 5 Folgen)
- 2013: Der Lauf seines Lebens: The Flying Sikh (Bhaag Milkha Bhaag) (Bollywoodfilm)
- 2015–2017: Pretty Little Liars (Fernsehserie, 6 Folgen)
- 2015–2016: The Originals (Fernsehserie, 14 Folgen)
- 2016: Notorious (Fernsehserie, Folge 1x10)
- 2016: Molly (Fernseh-Zweiteiler, 2 Folgen)
- 2017: The Brave (Fernsehserie, Folge 1x06)
- 2017: Three Summers
- 2018: Slam
- 2019: The Code (Fernsehserie, 2 Folgen)
- 2021: Clarice Starling – Das Erwachen der Lämmer (Clarice, Fernsehserie, 13 Folgen)
- 2021–2022: Legacies (Fernsehserie, 10 Folgen)
- 2023: Air (Kurzfilm)
- 2023: C*A*U*G*H*T (Fernsehserie, 6 Folgen)
- 2024: Kangaroo Island